# اگوست فین-پرین

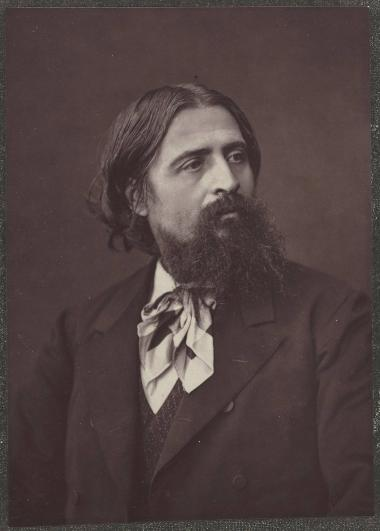
اُگوست فین-پرین (تاریخ نامعلوم)

فرانسوا نیکولا اُگوستین فین، معروف به اُگوست فین-پرین (زاده ۱۲ آوریل ۱۸۲۶ - درگذشته ۱۴ اکتبر ۱۸۸۸، پاریس) نقاش، حکاک و تصویرگر فرانسوی بود. او نام خانوادگی مادرش را به فین اضافه کرد تا بتواند نام خود را از برادر بزرگترش، ژاک اوژن فین متمایز کند. زمانی که اُگوست فقط پانزده سال داشت، ژاک اوژن هنرمندی شناخته شده بود.

## زندگی
پدرش مأمور مالیات بود. او اولین دروس هنری خود را با برادر بزرگترش ژاک اوژن گذراند و سپس در یک مدرسه طراحی در نانسی تحصیل کرد. پس از چند درس خصوصی با میشل مارتین درولینگ، او واجد شرایط ثبت نام در مدرسه هنرهای زیبا در سال ۱۸۴۸ میلادی شد.
او به همراه برادر و دوستش، ژول برتون، تابستان‌های خود را در کنکل گذراندند. بسیاری از نقاشی‌های او شامل مناظر و صحنه‌هایی از زندگی روزمره دهقانان برتون در این دوره خلق شدند. بسیاری از آثار او توسط مؤسسات اجتماعی جمع‌آوری و به دست آمدند.
اُگوستین فین دوست صمیمی گوستاو کوربه بود و با او در دو سازمانی که کوربه در طول جنگ فرانسه و پروس ریاست آنها را بر عهده داشت، کار می کرد.

## آثار

آثار اُگوست فین-پرین
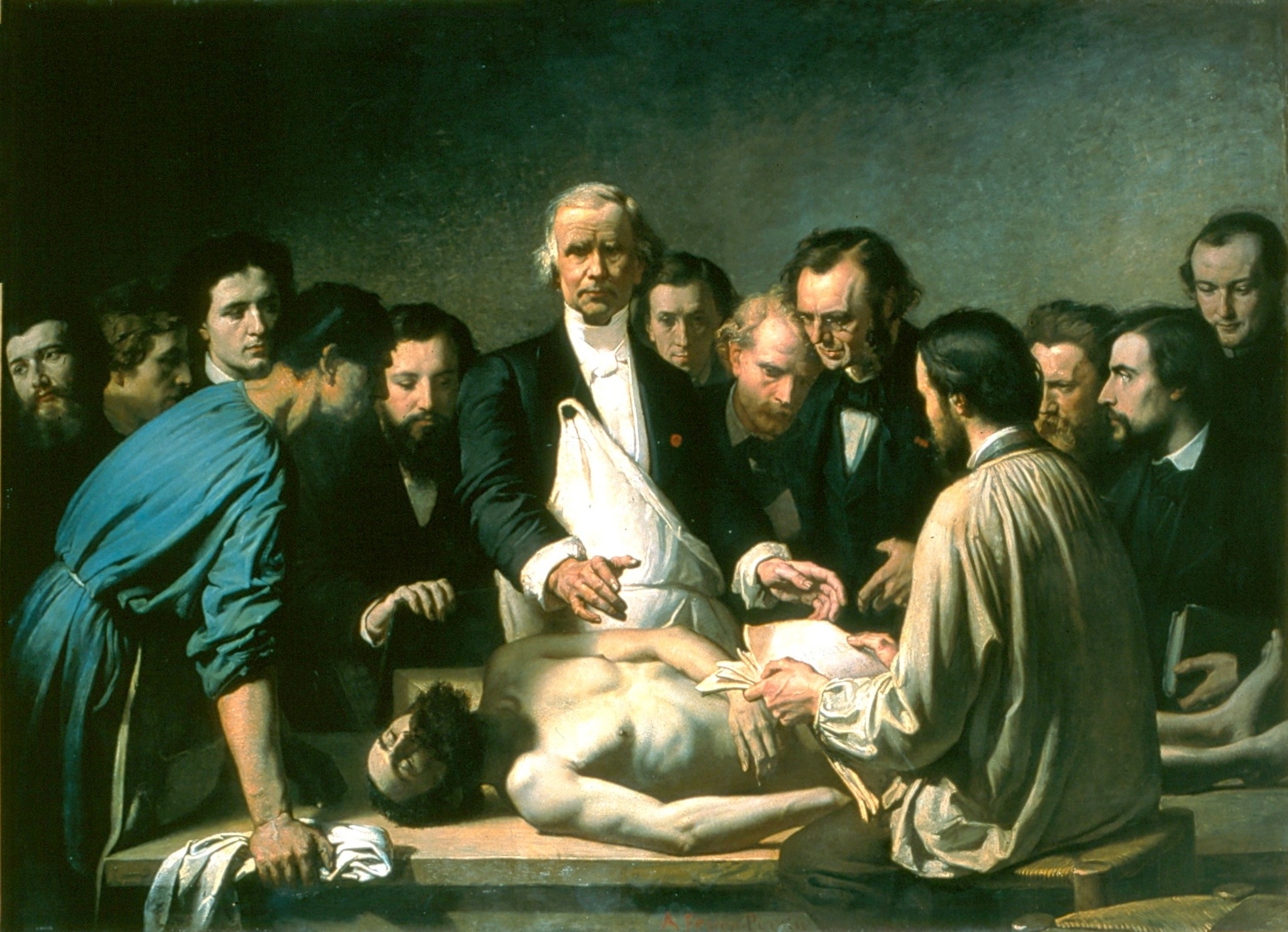
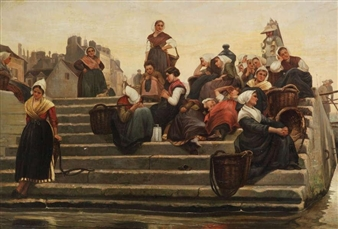
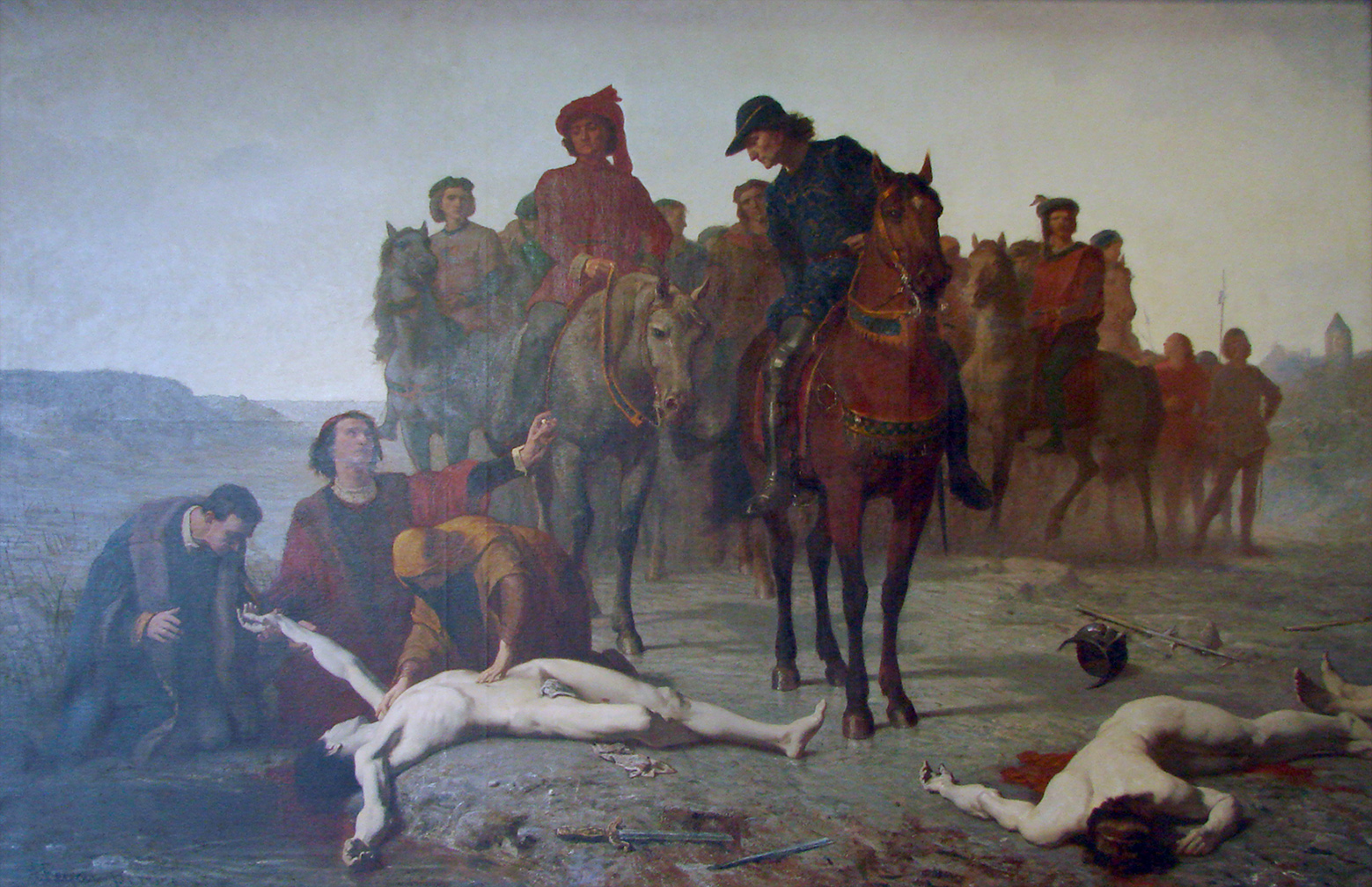
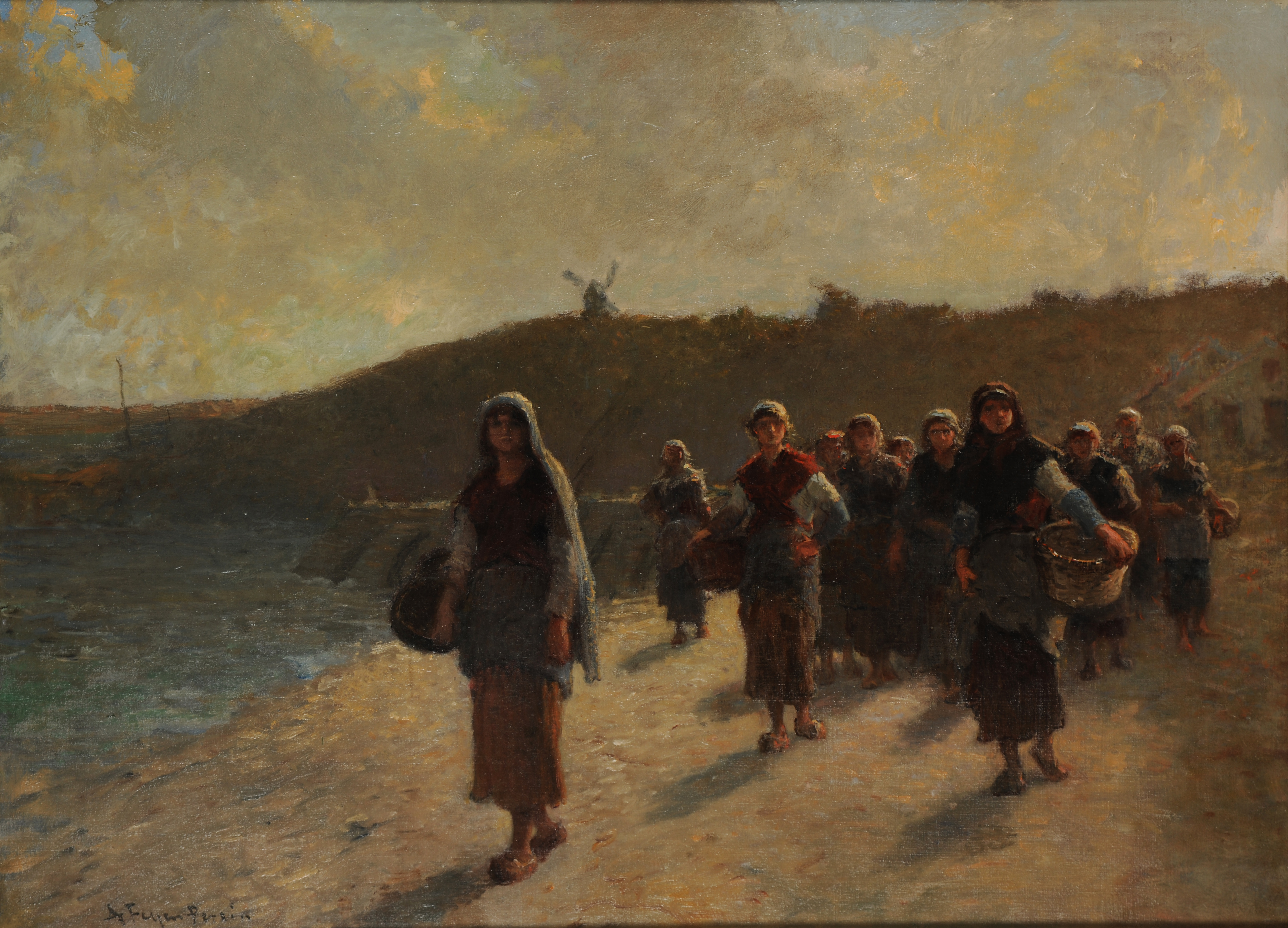
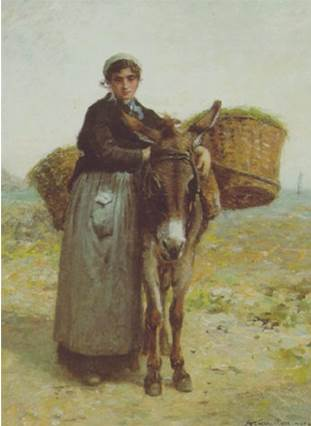
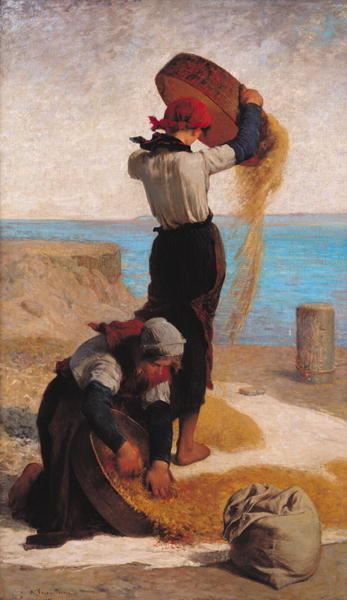
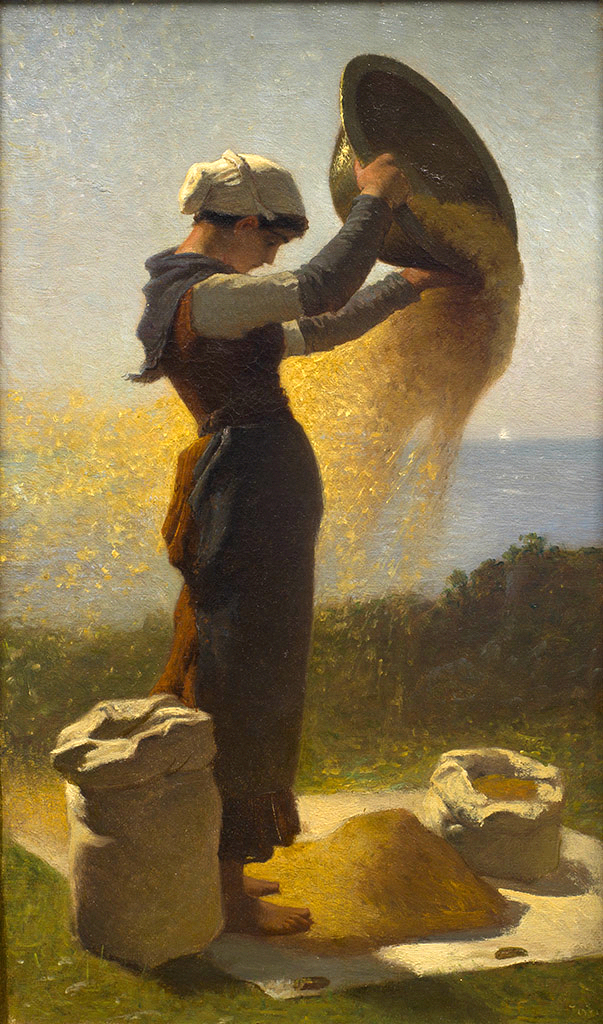
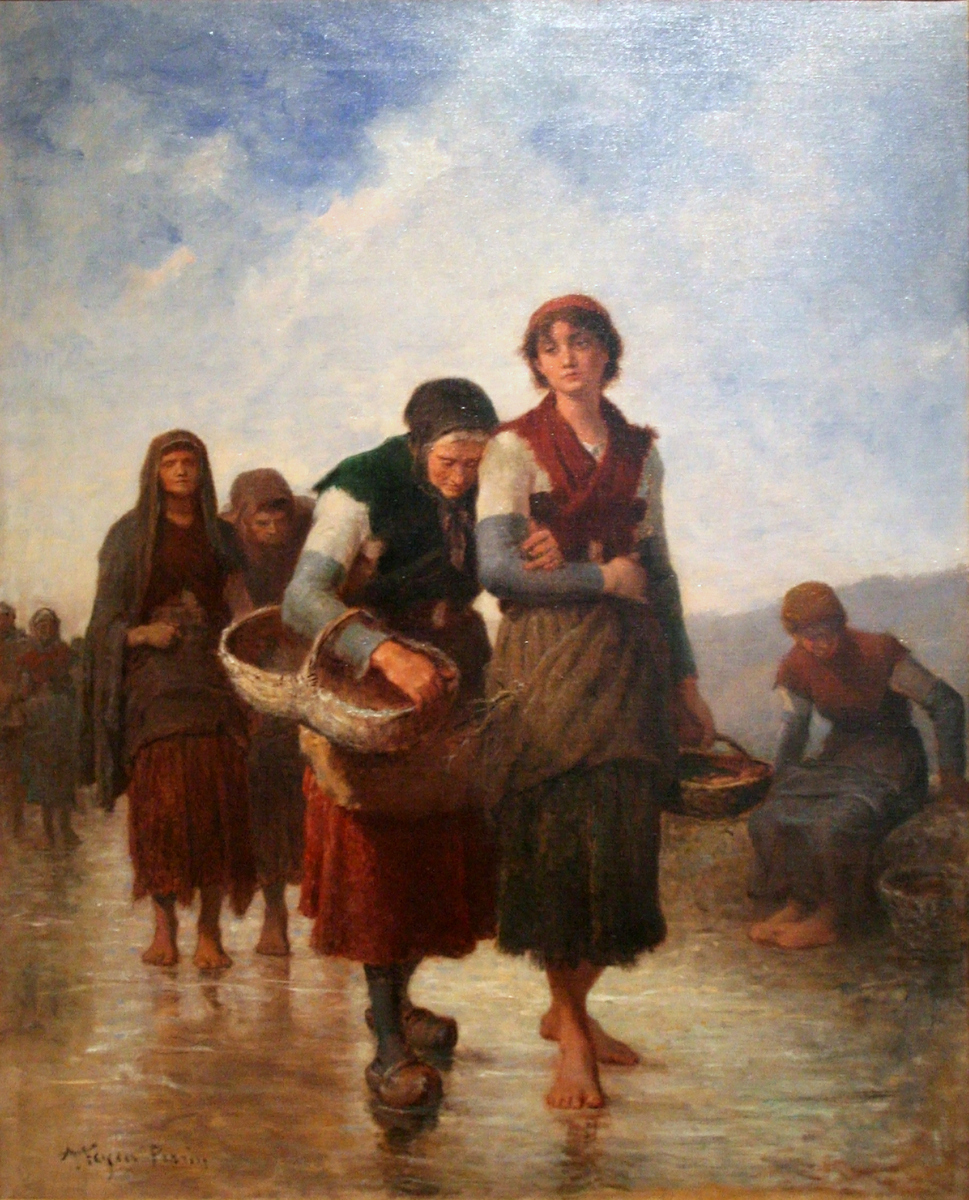
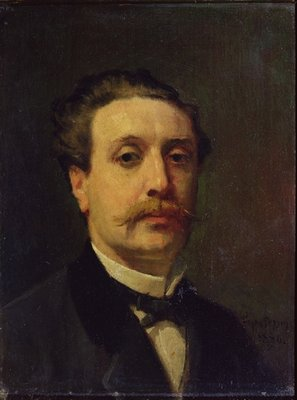
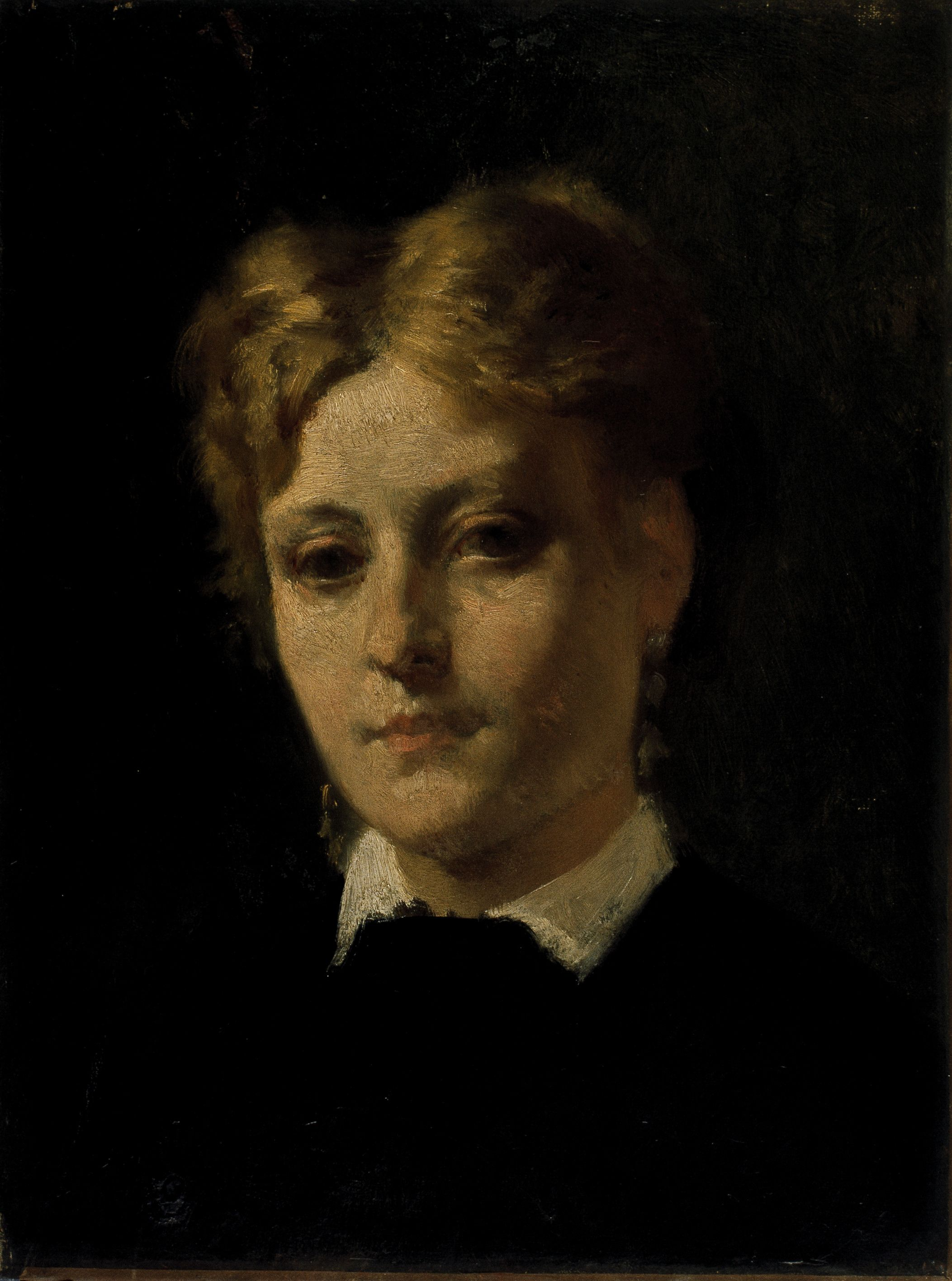
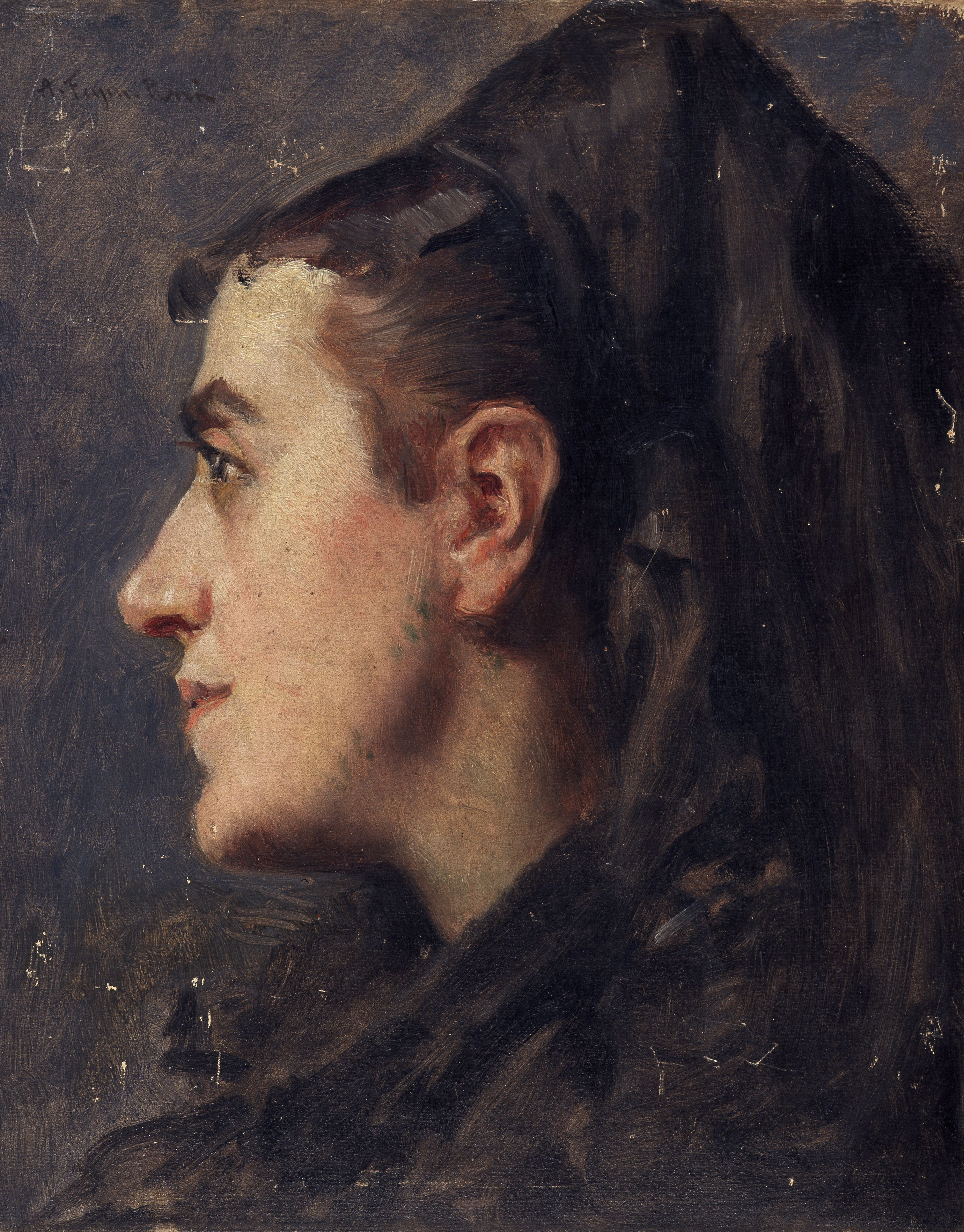